# Lamprotatus nicon
Lamprotatus nicon är en stekelart som först beskrevs av Walker 1839.  Lamprotatus nicon ingår i släktet Lamprotatus och familjen puppglanssteklar. Inga underarter finns listade i Catalogue of Life.